# NGC 6804
NGC 6804 (andere Bezeichnung PK 045-04.1) ist ein planetarischer Nebel im  Sternbild Adler. Das Objekt wurde am 25. August 1791 von William Herschel entdeckt.